# 瀬戸市立幡山西小学校
瀬戸市立幡山西小学校（せとしりつ はたやまにししょうがっこう）は、愛知県瀬戸市幡西町にある公立小学校。

## 概要
- 赤重町、高根町1-3丁目、西原町1・2丁目、東本地町1-3丁目、駒前町、西本地町1・2丁目、小坂町、坂上町、坊金町、井戸金町、山の田町、菱野町、福元町、瀬戸口町、幡山町、東菱野町、西米泉町、東米泉町、幡西町、西脇町、羽根町、新田町、弁天町、南菱野町、幡中町、台六町、南ケ丘町が校区であり、公立中学校の進学先は瀬戸市立幡山中学校である[1][2]。
- 旧・愛知郡幡山村の小学校であった。

## 沿革
- 1873年（明治6年）10月21日 - 菱野村に全道学校が開校。西光寺[注釈 1]を仮校舎とする。
- 1889年（明治22年）10月1日 - 本地村と菱野村が合併し、幡野村が発足。
- 1892年（明治25年） - 幡野尋常小学校に改称する。山口尋常小学校を分離する。
- 1906年（明治39年）5月10日 - 幡野村と山口村が合併し、幡山村が発足。
- 1907年（明治40年） - 幡山西尋常小学校に改称する。
- 1941年（昭和16年）4月1日 - 幡山西国民学校に改称する。
- 1947年（昭和22年）4月1日 - 幡山村立幡山西小学校に改称する。校舎の一部を幡山村立幡山中学校が使用し、幡山中学校の本部が設置される（1949年まで）。
- 1955年（昭和30年）2月11日 - 幡山村が瀬戸市に編入される。同時に瀬戸市立幡山西小学校に改称する。
- 1969年（昭和44年） - 新校舎（鉄筋コンクリート造）が完成する。
- 1979年（昭和54年） - 屋内運動場が完成する。
- 1999年（平成11年） - 校舎を増築する。
- 2002年（平成14年） - 校舎を増築する。
- 2004年（平成16年）4月 - 校区の一部（白山町、東赤重町、緑町）が瀬戸市立原山小学校校区に移る。

## 交通アクセス
- 名鉄バス東山線「本地口」バス停より徒歩約3分。

藤が丘より【40系統・41系統】「菱野団地」行。【43系統・44系統】「瀬戸駅前」行。
- 愛知環状鉄道線瀬戸口駅下車、徒歩約25分。

## 著名な卒業生
- 伊藤保徳（政治家、第11代瀬戸市長、河村電器産業副社長）